# 韋弗冰原島峰
79°51′S 81°11′W / 79.850°S 81.183°W
韋弗冰原島峰（英語：Weaver Nunataks）是南極洲的冰原島峰，位於埃爾斯沃思地，座標79°51′S 81°11′W / 79.850°S 81.183°W，屬於赫里蒂奇嶺的一部分，處於邁耶山以南，美國地質調查局根據測量和該國海軍的空中照片繪入地圖，現時由南極條約體系管理。